# 以色列獅式戰鬥機
獅式戰鬥機（ 希伯來語 ：לביא，意为“獅”）是以色列航太工业於1980年代開發的一款戰鬥機，並且在1986年試飛成功，但因為成本過高，受到國內政治壓力，又因為美國保護其軍機在國際市場的訂單而撤回對該計劃的資金及技術支持，該計劃在1987年被取消，只餘下兩架原型機供陳列用途。

## 開發歷程

### 啟動
獅式戰鬥機計劃始於1980年2月，以色列政府授權IAI公司為以色列空軍開發一款新型戰鬥機。1982年10月專案啟動，當時已經決定選擇普惠供應的PW1120渦扇引擎（F100渦輪扇發動機的出口版）。獅式的座艙預計將完全使用主動式電腦飛行儀表，提供監測和控制的各飛行子系統的功能，減輕飛行員監察系統運作的工作量，從而可專心於戰鬥，獅式的航電設備具有創新性和突破性，其中包括自我分析設備，使維護更為簡便。 
獅式的體積和大小與以色列在1980年從美國購得的F-16相仿，其外觀輪廓也與F-16相似，包括同樣是單引擎和引擎的進氣口位於機腹，兩者的機頭及機身也類似，同樣採取先天不穩定設計。獅式的機翼佈局採用三角翼，並且在三角主翼的前方配置全動式的鴨翼。這種氣動力學配置可比傳統設計提供更強的飛行敏捷性，必須通過飛行控制電腦輔助操控，而獅式便配備先進的數位飛行系統，使其具有高機動性，獅式也是其中一款最早採用三角翼配全動式鴨翼的戰鬥機，後來在其他戰鬥機的設計越來越普遍。

### 試飛
1986年12月31日，獅式的1號原型機首飛，於13:21起飛，並在空中停留26分鐘，在此期間，測試了發動機和控制系統。
大約三個月後，2號原型機試飛，並且進行了發動機系統，飛行控制，電氣系統，液壓系統和空調的測試。2號原型機增添了一些1號原型機沒有的航電系統，並且配備了一個可供空中加油的探嘴。

### 取消
IAI公司已生產出三架原型時，以色列政府決定取消該項目，原因是受到經費和經濟、政治的壓力。總成本開發和生產共耗費64億美元，1983年（折合2009年$141億美元），其中約40％的資金來自美國，60％來自以色列。取消的其中一個原因是美國反對繼續提供資金，因為獅式可能會對美國軍工的類似產品構成競爭，導致F-16和F/A-18的訂單減少，如果美國停止注資，以色列政府難以填補資金缺口單獨支撐項目。該計劃也十分依賴美國提供技術支持，因為包括引擎等核心裝備均從美國輸入，其中的PW1120渦扇引擎，以色列很難從其他國家購得性能接近產品的替換，更換原來的引擎也勢必改動原設計，開支必然大幅增加。獅式也因為大量採用美國技術，以色列如要將獅式出口到第三國，便需要先經美國批准，如美國反對以色列外銷獅式，單靠以色列空軍的採購量，便很難通過增加產量來降低單價。由於資金和技術都無以為繼，以色列只好於1987年8月30日取消獅式計劃。
在整個項目的過程中，利庫德集團部長卡察夫阿倫斯是一個空軍老兵，同時也是獅式的主要倡導者，但是軍方並沒有全力支持他。其中一個反對的論點是相比起外購F-16或具有類似性能的戰鬥機，自行研發獅式的成本顯然較高，而美國同意如結束獅式計劃，將會向以色列供應更多新型戰鬥機，獅式當時仍需要投入大筆資金供後續測試才能量產，所以最好的選擇是用同樣經費從美國購買較多的飛機，同時有助鞏固以色列和美國的關係。獅式計劃也受到一些社區福利組織批評是一個無底洞，減少了原可供給醫療和教育的經費。

## 原型機
獅式專案在1987年8月30日被取消時，IAI公司共建造了五個機體，1號及2號原型機是完成品，3至5號則不完整。在計劃被取消的兩年後，IAI公司使用從1號及2號原型機拆下的組件，完成製作3號原型機，作為技術展示及飛行測試平台，用於測試IAI公司的航電產品，至1990年代中期後則作為地面測試平台。1號原型機及從未完工的4、5號機體被拆解，有部分組件被拆去的2號原型機，則被移送到以色列空軍在Hatzerim空軍基地作為靜態展示之用。

## 後續影響
雖然獅式戰鬥機計劃以取消告終，但是其發展過程為以色列航空工業的發展提供了一個機會及寶貴經驗，許多為該計劃研發的子系統在獅式計劃被取消後，依然有後續發展，如埃爾塔原本為獅式開發的EL/M-2032脈衝多普勒雷達 ，便成為獨立系統或升級套件在國際市場出售，擴展了以色列的高科技產品出口。參與獅式計劃的工程人員從中累積了在先進技術的知識，1,500名工程師在獅式取消後投入其他項目的開發，加速了以色列航天技術的進展，以色列在1988年首次發射人造衛星到太空軌道，以色列也於1990年代迎來高科技產業的繁榮。

## 与中国歼10战机的關聯
2007年歼-10設計師宋文驄否認與獅式有任何關聯，宣稱歼-10計劃來自相似的殲-9，該專案早在60年代立项，早於以色列獅式專案。但2008年據一些西方媒體如詹氏資訊集團消息來源指稱中國解放軍拿到獅式發展過程中的資料技術研發了歼-10 ，協助中國建造歼-10的俄羅斯西伯利亞航空研究所工程師聲稱從中國同事那裏聽說過。
大部分怀疑来自歼-10与狮式战机在部分气动外形上的相似之处，尤其是鸭翼布局。但是就是否有參考則未有定論，因为中国早期的歼-9计划中早已存在这一气动布局，尽管不是后来歼-10的全动式鸭翼。同时也无法考证歼-10有否借鉴来自以色列航空工业的航电系统。《亚洲防务安全》杂志指出，以色列于1992年片与中国建交之初，其领先的国防公司以色列航空工业公司与成都飞机工业集团在歼-10战斗机研发项目的早期阶段进行了合作。而早在20世纪80年代，为了实施遏制苏联影响力的战略，包括美国和西欧在内的西方国防公司与中国分享了大量技术。此次合作有助于中国获得现代国防技术，其中包括航空发动机和先进的航空电子系统。然而，1989年六四事件发生后，西方国家对北京实施军事制裁，这种防务合作关系随之中断。

## 外部連結
- "The United States and the LAVI" （页面存档备份，存于） by Col James DeLoughry, USAF, Federation of American Scientists
- "Israel Aircraft Industries (IAI) Lavi" （页面存档备份，存于） by Ruud Deurenberg, Jewish Virtual Library

 维基共享资源上的相關多媒體資源：以色列獅式戰鬥機